# Доланалы (Жетысуская область)
Доланалы (каз. Доланалы) — село в Кербулакском районе Жетысуской области Казахстана. Входит в состав Жайнак батырского сельского округа. Код КАТО — 194637300.

## Население
В 1999 году население села составляло 310 человек (163 мужчины и 147 женщин). По данным переписи 2009 года, в селе проживало 305 человек (167 мужчин и 138 женщин).